# Bertil Ericsson
Karl Bertil Ericsson, född 6 november 1908 i Falun, död 18 augusti 2002 i Sundsvall, var en svensk fotbollsspelare (anfallare).

## Biografi
Ericsson tillhörde under större delen av sin klubbkarriär Sandvikens IF, och gjorde på sina 10 A-landskamper också 10 mål. Smeknamnet "Danskdödaren" fick han efter sina fyra mål på Danmark i Köpenhamn år 1934, då Sverige överraskande besegrade sina trätobröder med 5–3.
Han var uttagen i den svenska fotbollstruppen till OS 1936. I OS fick han dock ingen speltid då Sverige i en skrällmatch förlorade mot Japan i ett av svensk fotbolls största bakslag i och med den oväntade 3-2-förlusten. Resultatet innebar att OS var över för Sveriges del - efter 1 spelad match.
Efter att ha lämnat Sandviken 1944 trappade Ericsson ner i Kubikenborgs IF där han senare också fungerade både som tränare och ordförande.
Bertil Ericsson är begravd på Sköns södra kyrkogård.

## Meriter

### I landslag
Sverige
- Uttagen till OS (1): 1936 (ingen speltid)
- 10 landskamper, 10 mål

#### Individuellt
- Mottagare av Stora grabbars märke, 1937